# Taufstein (Vogelsberg)
El Taufstein (al. pila bautismal) con una altura de 773 m es el monte más alto del macizo montañoso Vogelsberg en Hesse, Alemania y, a la vez, el más alto en el parque natural Vogelsberg.

## Torre Bismarck
La torre Bismarck situada en la cumbre marca el punto más alto del parque natural. Fue construida entre 1906 y 1910 y tiene una altura de 28 m. En su interior hay 101 escalones.